# Bottle Lake
Bottle Lake est une banlieue de la cité de Christchurch située dans l’Île du Sud de la Nouvelle-Zélande.

## Situation
C’est une banlieue localisée au nord-est de la cité de Christchurch avec relativement peu de résidents.
Elle est couverte essentiellement par la forêt de Bottle Lake (en) et qui depuis les années 1970 est devenue une zone très populaire pour les loisirs.

## Histoire

### Histoire Maori
Le secteur était connu sous le nom de Waitikiri par les Māori et les marécages autour du lac était une zone traditionnelle de ‘ mahinga kai’ (endroit pour partager la nourriture).

### Histoire européenne
Bottle Lake fut mis en prairie pour la première fois en 1853.
La zone fut achetée comme domaine d’élevage pour les moutons par John McLean (en) en 1860.
Il revendit les terres après seulement 2 années à Edward Reece, qui nomma sa demeure « Waitikiri » d’après le nom Māori de ce secteur. 
Reece engagea John Gibb (en) pour peindre l’aspect de « Bottle Lake » environ 20 ans après avoir acheté les terres. Reece mourut en 1885 et la peinture fut donnée en cadeau à la Canterbury Society of Arts (en), en 1902 par son fils William Reece (en). 
La peinture à l’huile est maintenant la propriété de la Christchurch Art Gallery (en).

## Devenir de Bootle Lake
La plus grande partie de la zone fut achetée en 1878 par le conseil de la cité Christchurch (en) pour y entreposer de déchets, mais l’utilisation comme prairie d’élevage a continué pendant le siècle suivant.
La plantation de pin a commencé en 1912 et les terrains furent drainés.
Vers la fin des années 1930, le lac avait été asséché.
Le nom du lac fut utilisé pour d’autres motifs.
Le conseil d'administration de l’hôpital envisageait un lieu éloigné quand une maladie infectieuse pouvait survenir au niveau de l’hôpital et ils y établirent une section de l’hôpital dite de Bottle Lake Hospital. 
Ceci était jusqu’à ce qu’il soit renommé « Burwood Hospital ».
La route conduisant à l’hôpital était à l’origine appelée aussi ‘Bottle Lake Road’ et a depuis aussi été changée en ‘Burwood Road’.
La banlieue se constitua autour de l’hôpital, qui prit ultérieurement le nom de Burwood.

## Activité
La production forestière fut plantée hors des limites de la ville et la zone était virtuellement inconnue des personnes de Christchurch. 
Ceci changea en 1975, quand la forêt reçue le statut de parc.
Elle fut dès lors développée pour devenir une zone de loisirs avec la possibilité d’y pratiquer : le VTT, la monte à cheval et la marche qui sont très populaires Il y a quelques maisons en périphérie de la forêt de « Bottle Lake Forest », et ‘Waitikiri Drive’ est un reste du nom initial.
L’ancien site de décharge situé dans le secteur de Bottle Lake fut rouvert après le Séisme de février 2011 à Christchurch pour y entreposer un volume de gravats estimés à quelque 4,5 millions de tonnes de matériaux de démolition divers.